# 28715 Garimella
28715 Garimella è un asteroide della fascia principale. Scoperto nel 2000, presenta un'orbita caratterizzata da un semiasse maggiore pari a 2,7918900 UA e da un'eccentricità di 0,0507176, inclinata di 2,73382° rispetto all'eclittica.